# Rajd Safari 1973

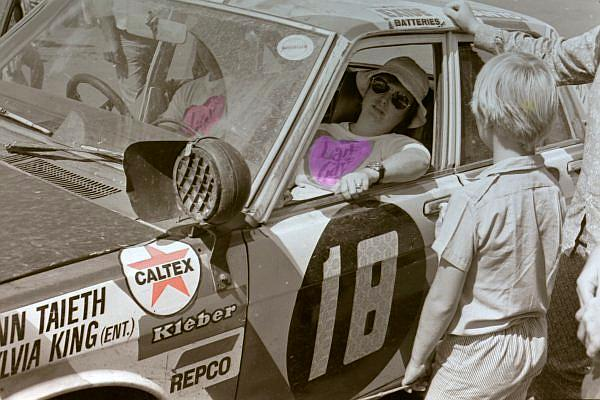
Kenijska załoga Joginder Singh i Tim Samuels jadąca samochodem Mitsubishi Colt Galant podczas Rajdu Safari 1973 zajęła 11 miejsce

Rajd Safari 1973 − był 21. edycją rajdu oraz czwartą rundą Rajdowych Samochodowych Mistrzostw Świata w sezonie 1973. Zwyciężył Kenijczyk Shekhar Mehta jadący Datsunem 240Z. W rajdzie wzięli również Polacy - Sobiesław Zasada i pilot Marian Bień, którzy nie ukończyli rajdu ze względu na awarię układu mechanicznego.
| Meta                  | Kary                  | #  | Kierowca Pilot                   | Samochód               | Pkt |
| --------------------- | --------------------- | -- | -------------------------------- | ---------------------- | --- |
| 1                     | 6 m : 46 s            | 1  | Shekhar Mehta Lofty Drews        | Datsun 240Z            | 20  |
| 2                     | 6 m : 46 s            | 9  | Harry Källström Claes Billstam   | Datsun 1800 SSS        |     |
| 3                     | 8 m : 47 s            | 7  | Ove Andersson Jean Todt          | Peugeot 504            | 12  |
| 4                     | 9 m : 14 s            | 19 | Tony Fall Mike Wood              | Datsun 1800 SSS        |     |
| 5                     | 12 m : 7 s            | 28 | Peter Huth John McConnell        | Peugeot 504            |     |
| 6                     | 13 m : 10 s           | 17 | Hugh Lionnet Phillip Hechle      | Peugeot 504            |     |
| 7                     | 14 m : 3 s            | 20 | Satwant Singh John Mitchell      | Mitsubishi Colt Galant | 4   |
| 8                     | 14 m : 34 s           | 23 | Robin Ulyate Ivan Smith          | Fiat 125 S             |     |
| 9                     | 14 m : 37 s           | 27 | Mike Kirkland Bruce Field        | Datsun 1600 SSS        |     |
| 10                    | 15 m : 5 s            | 44 | Jim Noon Rager Barnard           | Datsun 1600 SSS        |     |
| 11                    | 16 m : 16 s           | 18 | Joginder Singh Tim Samuels       | Mitsubishi Galant      |     |
| 12                    | 17 m : 57 s           | 15 | Zully Remtulla Nizar Jivani      | Datsun 1800 SSS        |     |
| 13                    | 18 m : 58 s           |    | Pat Neylan Lofty Reynolds        | Mazda RX-2             |     |
| 14                    | 19 m : 8 s            | 3  | Vic Preston Jr Bev Smith         | Ford Escort RS1600     |     |
| 15                    | 20 m : 0 s            |    | Brian Barton Chris Flyer         | Datsun 180B            |     |
| 16                    | 20 m : 12 s           |    | Davinder Singh David Doig        | Mitsubishi Galant      |     |
| 17                    | 20 m : 19 s           |    | Ewart Walker Anton Levitan       | Datsun 1600 SSS        |     |
| 18                    | 20 m : 52 s           |    | John Rose Steve Rose             | Datsun 1600 SSS        |     |
| NU (ukł. mechaniczny) | NU (ukł. mechaniczny) | 2  | Roger Clark Jim Porter           | Ford Escort RS1600     |     |
| NU (ukł. mechaniczny) | NU (ukł. mechaniczny) | 4  | Hannu Mikkola John Davenport     | Ford Escort RS1600     |     |
| NU (ukł. mechaniczny) | NU (ukł. mechaniczny) | 5  | Sobiesław Zasada Marian Bień     | Porsche 911            |     |
| NU (wypadek)          | NU (wypadek)          | 6  | Rauno Aaltonen Paul Easter       | Datsun 240Z            |     |
| NU (wypadek)          | NU (wypadek)          | 8  | Bert Shankland Chris Bates       | Peugeot 504            |     |
| NU (ukł. mechaniczny) | NU (ukł. mechaniczny) | 10 | Björn Waldegård Hans Thorszelius | Porsche 911            |     |
| NU (ukł. mechaniczny) | NU (ukł. mechaniczny) | 11 | Edgar Herrmann Hans Schüller     | Datsun 240Z            |     |
| NU (zawieszony)       | NU (zawieszony)       | 14 | Perre Parsons Jim Cowper         | Peugeot 504            |     |
| NU (wypadek)          | NU (wypadek)          | 16 | Timo Mäkinen Henry Liddon        | Ford Escort RS1600     |     |
| NU (ukł. mechaniczny) | NU (ukł. mechaniczny) | 22 | Jack Simonian Mike Doughty       | Alfa Romeo GTV         |     |
| NU (ukł. mechaniczny) | NU (ukł. mechaniczny) | 25 | Bill Fritschy Kim Mandeville     | Porsche 911            |     |
| NU (wypadek)          | NU (wypadek)          | 29 | Peter Shikuyah Kim Gatende       | Ford Escort RS1600     |     |

Legenda: NU = nie ukończył

## Zestawienie producentów po rajdzie
| Po rundzie 4 | Po rundzie 4 | Team           | Końcówka sezonu | Końcówka sezonu |
| Poz.         | Pkt          | Team           | Poz.            | Pkt             |
| ------------ | ------------ | -------------- | --------------- | --------------- |
| 1            | 52           | Alpine Renault | 1               | 147             |
| 2            | 22           | Datsun         | 6               | 34              |
| 3            | 22           | Fiat           | 2               | 84              |
| 4            | 20           | Saab           | 5               | 42              |
| 5            | 13           | Lancia         | 13              | 17              |
| 6            | 12           | Citroën        | 7               | 33              |
| 6            | 12           | Peugeot        | 16              | 13              |
| 8            | 12           | Ford           | 3               | 76              |
| 9            | 8            | Porsche        | 9               | 27              |
| 10           | 6            | Volkswagen     | 15              | 15              |
| 11           | 5            | Opel           | 11              | 25              |
| 12           | 4            | BMW            | 8               | 28              |
| 12           | 4            | Mitsubishi     | 17              | 4               |
| 11           | 3            | Škoda          | 18              | 3               |
| 13           | 2            | Volvo          | 4               | 44              |